# Paterno (film)
Paterno è un film per la televisione del 2018, diretto da Barry Levinson.
La trama segue l'ex allenatore di football della Penn State, Joe Paterno (Al Pacino) e la sua carriera che ha portato al suo licenziamento in seguito allo scandalo degli abusi sessuali su minori dell'università nel 2011.
È stato trasmesso negli Stati Uniti sulla HBO il 7 aprile 2018, mentre in Italia, è stato trasmesso il 31 maggio 2018 su Sky Cinema Uno.

## Trama
Mentre Joe Paterno entra in una macchina per la risonanza magnetica nel novembre 2011, ricorda gli eventi della sua vita.
Il 29 ottobre 2011 Paterno vince la sua 409ª partita come capo allenatore della squadra di football dei Penn State Nittany Lions. Durante 61 anni alla Penn State University, ha aiutato l'ex "cow college" a quintuplicare la sua dotazione finanziaria e a costruire la Biblioteca Paterno. All'età di 84 anni, Paterno è così amato e viene descritto come "un allenatore, un educatore e un umanitario". All'interno dello stadio, Spanier, Curley e il vicepresidente Gary Schultz si preoccupano di un grand jury che indaga sulle accuse di abusi sessuali su minori contro Jerry Sandusky, un assistente allenatore in pensione.
Sei giorni dopo che Penn State ha sconfitto Illinois, la giornalista del The Patriot-News Sara Ganim, apprende che la presentazione del gran jury indicherebbe anche Curley e Schultz. Lo studente del liceo Aaron Fisher, conosciuto negli articoli di Ganim come "Vittima 1" è stato il primo a testimoniare pubblicamente contro Sandusky. Le voci si diffondono sull'identità di "Vittima 1" e Fisher viene attaccato a scuola da altri studenti, ma il suo psicologo dice a Ganim che Fisher e sua madre hanno ripetuto la sua storia a molte persone scettiche per proteggere altri bambini. Ganim e il suo editore discutono altre accuse contro Sandusky dal 1998 in poi, come lo stupro di un ragazzino nell'Alamo Bowl del 1999. Si rendono conto che l'università lo ha protetto per anni.
La moglie di Paterno, Sue e i loro figli adulti, tra cui l'assistente coach Jay e l'avvocato Scott, sono inorriditi dalle accuse contro Sandusky. Vogliono aiutare l’anziano genitore, ma non capiscono perché continui a prepararsi per l'imminente partita contro Nebraska invece di leggere la presentazione. Mentre i giornalisti assediano la casa di Paterno, l'allenatore dice alla sua famiglia che quando un affranto Mike McQueary gli disse nel 2001 di vedere Sandusky assalire sessualmente un ragazzo nella doccia degli uomini nel campus, fece il suo dovere legale raccontandolo a Curley e Schultz. Paterno afferma che l'associazione benefica di The Second Mile di Sandusky ha aiutato molti bambini.
Gli studenti della Penn State si riuniscono a casa di Paterno per sostenere l'allenatore, che annuncia che si dimetterà da capo allenatore dopo la stagione calcistica. John Surma e altri membri del consiglio di amministrazione delle università, tuttavia, costringono Spanier a rassegnare le dimissioni e a licenziare Paterno durante una telefonata. Ganim riferisce di una sommossa di studenti che denunciano i media e tifano per Paterno. Sue e Joe Paterno discutono di una Sugar Bowl durante gli anni '70, durante i quali Sandusky giocava con i loro bambini in piscina, mentre Paterno si stava preparando per la partita. Presume che suo marito non lo avrebbe lasciato fare a Sandusky se avesse saputo che era un pedofilo; le dice "Stavo lavorando, non ero concentrato sulla dannata piscina". Quella notte, tuttavia, ha un incubo sulla memoria. Non più ai margini del campo di gioco per la prima volta dal 1965, Paterno guarda in televisione mentre il Nebraska sconfigge Penn State.
A Paterno viene diagnosticato un cancro al polmone fatale. Guidando verso lo stadio dopo la risonanza magnetica, vede discutere alcune persone, accanto alla statua a lui dedicata, sulla sua eredità. Un'altra presunta vittima dice a Ganim di aver detto a Paterno che Sandusky aveva abusato di lei nel 1976.

## Produzione
L'8 settembre 2012, venne annunciato che la ICM Partners, avrebbe preso un pacchetto per un film su Joe Paterno interpretato da Al Pacino. Il 16 gennaio 2013, venne annunciato Brian De Palma come regista. La HBO ha successivamente ritirato il film, annunciando il 19 settembre 2014, che la rete aveva sospeso la pre-produzione del progetto a causa di problemi di budget. Il 5 giugno 2017 HBO tornò a portare avanti il film, affidando la regia a Barry Levinson. Nel giugno 2017 entrarono nel cast: Riley Keough, Kathy Baker e Greg Grunberg, mentre il mese successivo si unì anche Annie Parisse. Il 16 luglio 2017 venne annunciato che il film aveva iniziato la produzione.

## Musica
La musica è stata composta da Evgueni Galperine e Sacha Galperine che hanno già lavorato con Barry Levinson nel film The Wizard of Lies.

## Accoglienza

### Ascolti
Il film è stato seguito da 1,3 milioni di telespettatori.

### Critica
Il film è stato accolto positivamente dalla critica. Sull'aggregatore di recensioni Rotten Tomatoes ha un indice di gradimento del 74% con un voto medio di 7,2 su 10, basato su 35 recensioni. Il commento del sito recita: "Paterno, elevato per la destrezza di Barry Levinson e una forte interpretazione di Al Pacino, presenta una drammaticità di una storia di vita reale". Su Metacritic, invece, ha un punteggio di 68 su 100, basato su 18 recensioni.
Ben Travers di IndieWire ha dato al film una "A-" , elogiando la performance di Pacino, scrivendo, "Il Paterno di Pacino è al tempo stesso tormentato dalla colpa e ignaro di qualsiasi misfatto. È una figura di simpatia e disgusto. Pacino costruisce l'uomo insieme al film, sia mettendo in scena i suoi sottili suggerimenti per le scene critiche, sia spostandosi abilmente verso il basso mentre la sua statura scende da un mito a un uomo".
IGN ha dato al film un punteggio di 6,7, e un "Okay", scrivendo che il film "non risponde alle domande persistenti sull'allenatore di football universitario, ma fornisce informazioni sullo scandalo o offre un mezzo per suscitare empatia per coloro che sono stati colpiti".
Il quotidiano britannico The Guardian, invece ha descritto il film che ritrae lo scandalo Sandusky come "disordinato".

### Controversie
Tuttavia, il film ha attirato le critiche di 300 degli ex giocatori di Paterno, che hanno firmato una lettera in segno di protesta per il ritratto dell’ex allenatore della Penn State. È stato anche riconosciuto che la rappresentazione del film del ruolo di Paterno in un possibile insabbiamento nello scandalo Sandusky non è stata dimostrata.